# Kartonska naselja
Kartonska naselja (ili nehigijenska naselja) su naselja od raznog otpadnog materijala (dasaka, kartona, lima...) koja nastaju nekontrolisanom gradnjom najčešće na rubovima velikih gradova zemalja u razvoju, kao posledica prevelikog doseljavanja ruralnog stanovništva u gradove, u potrazi za boljim životom.
Ova naselja nastaju neplanirano, spontano, vrlo često su prenaseljena i bez osnovne komunalne infrastrukture, odvoza smeća, higijenskih uslova, bez vode, kanalizacije, struje, bez škola, itd. Povećana urbanizacija privlači brojne migrante koji nemaju novaca za kupovinu ili iznajmljivanje stana, pa su prisiljeni podići privremenu nastambu upravo u divljim naseljima.
Udeo površine i stanovništva hehigijenskih divljih naselja u ukupnoj površini i stanovništvu mnogih gradova trećeg sveta je izrazito velik, neretko preko 50%. Tako, na primjer, taj udeo iznosi u Karakasu, glavnom gradu Venecuele, oko 35% u ukupnoj gradskoj populaciji, u Meksiko Sitiju 46%, u glavnom gradu Turske, Ankari, čak 65%, u indijskoj Kalkuti oko 35%, u Braziliji oko 40% itd.
Tipična socijalna topografija gradova trećeg sveta je da siromašno stanovništvo živi u barakama na periferiji, dok bogati žive u staklenim soliterima u centralnim delovima grada. To vuče korene još iz kolonijalnih vremena (od XVI veka i primene španskih zakona) kada su kolonizatori naseljavali najbolje zemljište u gradovima dok su domoroci živeli podalje, na rubovima, u blizini rudnika i plantaža gde su radili. 
Sami naseljenici mogu biti stacionarni i mobilni. Stacionarni su oni koji imaju izgrađene nastambe, a mobilni su bez nastamba. Oni preko dana žive na ulici, a noću spavaju na pločnicima.
U raznim zemljama postoje razni nazivi za divlja naselja:
- favelas, mocambos - Brazil
- barriadas - Peru, Venecuela
- barrios - Argentina
- bidonvilles - Maroko, Kenija
- bustees - Indija
- callampas (pečurke) - Čile
- cheris - Indija
- gecekondu - Turska
- jhuggis - Pakistan
- paracaidistas - Meksiko
- karton naselja, divlja gradnja, ciganmale, podstandardna naselja - Srbija
- squatter naselja – u nekim zemljama engleskog govornog područja
- slums - Velika Britanija
- kampongs, naselja u čamcima (na vodi) - Jugoistočna Azija